# Joachim Müller (Fußballspieler, 1952)
Joachim Müller (* 15. Juli 1952 in Zwickau) ist ein ehemaliger deutscher Fußballspieler und -trainer.

## Sportliche Laufbahn

### Nationaler Spielbetrieb
Joachim Müller spielte in seiner Jugend ab 1960 bei der TSG Rodewisch und wechselte 1967 zum FC Karl-Marx-Stadt, bei dem er die einzelnen Nachwuchsmannschaften durchlief und an der Karl-Marx-Städter Kinder- und Jugendsportschule das Abitur ablegte. 1968 wurde er mit der Juniorenmannschaft des FCK Junge Welt-Pokalsieger.
Nach dem Abstieg des FCK im Jahr 1970 und dem Neuaufbau des Karl-Marx-Städter Fußballclubs in der DDR-Liga konnte der erst 18-jährige Müller sein Talent in der 1. Mannschaft beweisen. Er stand in der Ligasaison 1970/71 25 Mal auf dem Platz, erzielte dabei 12 Tore und hatte so einen maßgeblichen Anteil am sofortigen Wiederaufstieg des Klubs in die DDR-Oberliga. In seiner ersten Erstligaspielzeit wurde Müller vom ersten Spieltag an eingesetzt und bestritt 23 der insgesamt 26 Punktspiele. Zunächst als Mittelstürmer eingesetzt, prägte er später als Mittelfeldstratege das Spiel des FCK in den folgenden weiteren 14 Oberligaspieljahren.
1986 beendete ein Kreuzbandriss die Karriere des Diplomsportlehrers. Insgesamt bestritt das Karl-Marx-Städter Fußballidol 418 Pflichtspiele für den FCK. Darunter waren 340 Begegnungen in der DDR-Oberliga mit 54 Toren. Damit steht Joachim Müller hinter Jürgen Bähringer (350) auf Platz 2 der Rangliste des FC Karl-Marx-Stadt bei den absolvierten Oberligaspielen. Bei den erzielten Oberligatreffern liegt Müller auf Rang vier.

### Auswahleinsätze
Zwischen 1968 und 1970 absolvierte Müller 27 Länderspiele mit der DDR-Juniorennationalmannschaft, mit der er 1970 nach einem 1:1 gegen die Niederlande durch Losentscheid das UEFA-Juniorenturnier gewann. Im Jahr zuvor hatte Müller mit seinen Teamkameraden bei diesem Vorläufer der U-18-Europameisterschaft vor heimischer Kulisse bereits den 2. Platz belegt.
Mitte der 1970er-Jahre kamen noch 27 Partien mit der DDR-Nachwuchsauswahl hinzu. Im DDR-Dress der B-Nationalelf wurde der FCK-Akteur in einer weiteren Begegnung aufgeboten.
Am 27. April 1977 wurde der frühere Nachwuchsnationalspieler erstmals in der A-Nationalmannschaft eingesetzt. Im Länderspiel Rumänien – DDR (1:1) spielte er auf der linken Mittelfeldbahn. Gegen die Konkurrenz von Pommerenke und Schade konnte er sich jedoch auf Dauer nicht durchsetzen, sodass er insgesamt nur fünf Partien bestritt. Keines davon war ein Pflichtspiel in der WM- oder EM-Qualifikation.
Vom Mai 1979 zum Frühjahr 1980 gehörte er zum Kaderkreis der Olympiaauswahl des DFV, die nach dem Sieg von Montreal ohne in WM-Partien eingesetzte Spieler neu formiert wurde. Zu den 17 nominierten Spielern für das olympische Fußballturnier in Moskau, die die Silbermedaille errangen, zählte der Karl-Marx-Städter nicht.

## Trainerlaufbahn
Nach seiner aktiven Laufbahn war Joachim Müller bis 1993 als Nachwuchstrainer beim FC Karl-Marx-Stadt bzw. dessen Nachfolgeverein Chemnitzer FC beschäftigt. 2002 wurde Müller Cheftrainer beim CFC und rettete den Verein vor dem Absturz in die Viertklassigkeit. Nach Differenzen mit Rico Steinmann, der damals im Management der Chemnitzer beschäftigt war, wurde trotz der erfolgreichen Arbeit Müllers zur neuen Saison mit Frank Rohde ein anderer Trainer verpflichtet.
2004 wurde Müller für ein halbes Jahr Trainer des Schweizer Super-Ligisten FC Wil, er wurde mit der Mannschaft zwar Schweizer Cupsieger, der Verein stieg aber ab. Am 15. Dezember 2005 wurde er schließlich wieder Trainer beim Chemnitzer FC, schaffte es allerdings nicht, den Verein vor dem Abstieg in die Oberliga Nordost zu bewahren, wurde aber Sachsenpokal-Sieger. Am 7. April 2007 wurde er beim CFC nach mehreren Spielen ohne Sieg entlassen.